# Tomas de Torrejon
Tomás de Torrejón y Velasco (Villarrobledo (bij Albacete), Spanje, december 1644 – Lima, Peru, april 1728) was een Spaans componist.
Hij groeide op in Fuencarral, waar zijn vader als soldaat in dienst van de Spaanse koning gelegerd was.
In 1658 werd hij als page opgenomen in de hofhouding van Don Pedro Fernández de Castro y Andrade, die in 1667 aangesteld werd als onderkoning van Peru.
In maart 1667 volgde hij, als lid van de hofhouding, het gevolg van de onderkoning naar Cádiz, waar ingescheept werd, met als bestemming de Nieuwe Wereld.
Van zijn leven in Peru is weinig bekend. Zeker is dat hij in juli 1676 aangesteld werd als maestro di capella en deze positie bekleedde tot zijn dood in 1728.
Zijn bijdragen als componist zijn uiterst beperkt en bestaan in hoofdzaak uit geestelijke vocale werken, die in de lijn liggen van wat van een maestro di capella verwacht kan worden. Daarom is zijn belangrijkste werk, de opera La Púrpura de la Rosa (Lima, 1701), tevens zijn enige opera, zo interessant.
Het libretto is van Pedro Calderon de la Barca, die het in 1659 schreef voor de componist Juan Hidalgo (beiden zijn belangrijk in de Spaanse muziekgeschiedenis en worden gezien als de scheppers van het typisch Spaanse operagenre de zarzuela), met als doel een belangrijke politieke gebeurtenis te vieren, en wel het huwelijk van Lodewijk XIV met infante Maria Theresia.
Zijn indrukken toen opgedaan, leidden tot het componeren van dit werk ruim veertig jaar later en is het eerste werk dat buiten Europa en in de Nieuwe Wereld gecomponeerd werd.
- Biblioteca Nacional de España: XX1000558
- Bibliothèque nationale de France: cb139611884 (data)
- Catàleg d'autoritats de noms i títols de Catalunya: 981058513789006706
- Gemeinsame Normdatei: 118912917
- International Standard Name Identifier: 0000 0001 0906 2142
- Library of Congress Control Number: n79028336
- Nationale Bibliotheek van Letland: 000047251
- MusicBrainz: c51e622a-b208-4f24-ae78-e014ef5e1409
- Nationale bibliotheek van Australië: 35975661
- Nationale Bibliotheek van Israël: 987007446489605171
- Nederlandse Thesaurus van Auteursnamen: 07497226X
- SNAC: w6gr0h56
- Système universitaire de documentation: 08073457X
- Trove: 1170055
- Virtual International Authority File: 59275865
- WorldCat: E39PBJdmjxCQ68Mw49cphjB3wC